# 曼努埃尔·西尔韦斯特雷
曼努埃尔·西尔韦斯特雷（西班牙語：Manuel Silvestre，1965年6月2日—），西班牙男子水球运动员，司职守门员。他曾代表西班牙国家队参加1992年夏季奥林匹克运动会水球比赛，获得一枚银牌。